# Województwo suwalskie
Województwo suwalskie – województwo ze stolicą w Suwałkach, jedno z 49 istniejących w latach 1975–1998. Pod względem obszaru stanowiło drugie po olsztyńskim województwo w Polsce. Teren tego województwa wchodzi obecnie w skład województw warmińsko-mazurskiego oraz podlaskiego.

## Urzędy Rejonowe
- Urząd Rejonowy w Augustowie dla gmin: Augustów, Bargłów Kościelny, Lipsk, Nowinka, Płaska i Sztabin oraz miasta Augustów,
- Urząd Rejonowy w Ełku dla gmin: Ełk, Kalinowo, Prostki i Stare Juchy oraz miasta Ełk,
- Urząd Rejonowy w Giżycku dla gmin: Giżycko, Kruklanki, Mikołajki, Miłki, Ryn i Wydminy oraz miasta Giżycko,
- Urząd Rejonowy w Gołdapi dla gmin: Dubeninki i Gołdap,
- Urząd Rejonowy w Olecku dla gmin: Kowale Oleckie, Olecko, Świętajno i Wieliczki,
- Urząd Rejonowy w Piszu dla gmin: Biała Piska, Orzysz, Pisz i Ruciane-Nida,
- Urząd Rejonowy w Sejnach dla gmin: Giby, Krasnopol, Puńsk i Sejny oraz miasta Sejny,
- Urząd Rejonowy w Suwałkach dla gmin: Bakałarzewo, Filipów, Jeleniewo, Przerośl, Raczki, Rutka-Tartak, Suwałki, Szypliszki i Wiżajny oraz miasta Suwałki,
- Urząd Rejonowy w Węgorzewie dla gmin: Banie Mazurskie, Budry, Pozezdrze i Węgorzewo.

## Miasta
Ludność 31 grudnia 1998
- Suwałki – 68 331
- Ełk – 56 208
- Giżycko – 31 484
- Augustów – 30 162
- Pisz – 19 571
- Olecko – 17 175
- Gołdap – 13 858
- Węgorzewo – 12 331
- Orzysz – 10 600
- Ruciane-Nida – 4593
- Biała Piska – 4589
- Mikołajki – 3793
- Ryn – 3151
- Lipsk – 2521
- Sejny – 4889

## Ludność w latach
| Rok                    | Liczba mieszkańców |
| ---------------------- | ------------------ |
| 1975 (31 grudnia)      | 414,7 tys.         |
| 1976 (31 grudnia)      | 416,5 tys.         |
| 1977 (31 grudnia)      | 418,6 tys.         |
| 1978 (spis powszechny) | 415 967            |
| 1978 (31 grudnia)      | 416,2 tys.         |
| 1979 (31 grudnia)      | 419,3 tys.         |
| 1980 (31 grudnia)      | 422,6 tys.         |
| 1983 (31 grudnia)      | 437,6 tys.         |
| 1985 (31 grudnia)      | 449 tys.           |
| 1986                   | 454,2 tys.         |
| 1987                   | 458,9 tys.         |
| 1988                   | 463,2 tys.         |
| 1989 (31 grudnia)      | 466,3 tys.         |
| 1990 (30 czerwca)      | 469,2 tys.         |
| 1990 (31 grudnia)      | 470,6 tys.         |
| 1991 (31 grudnia)      | 474,1 tys.         |
| 1992 (31 grudnia)      | 480,1 tys.         |
| 1993 (30 czerwca)      | 481 tys.           |
| 1994 (31 grudnia)      | 484,7 tys.         |
| 1995 (30 czerwca)      | 485,2 tys.         |
| 1995 (31 grudnia)      | 485,5 tys.         |
| 1997 (31 grudnia)      | 488,5 tys.         |